# Pogni
Pogni o Pogna è una località nel comune di Certaldo, in provincia di Firenze.

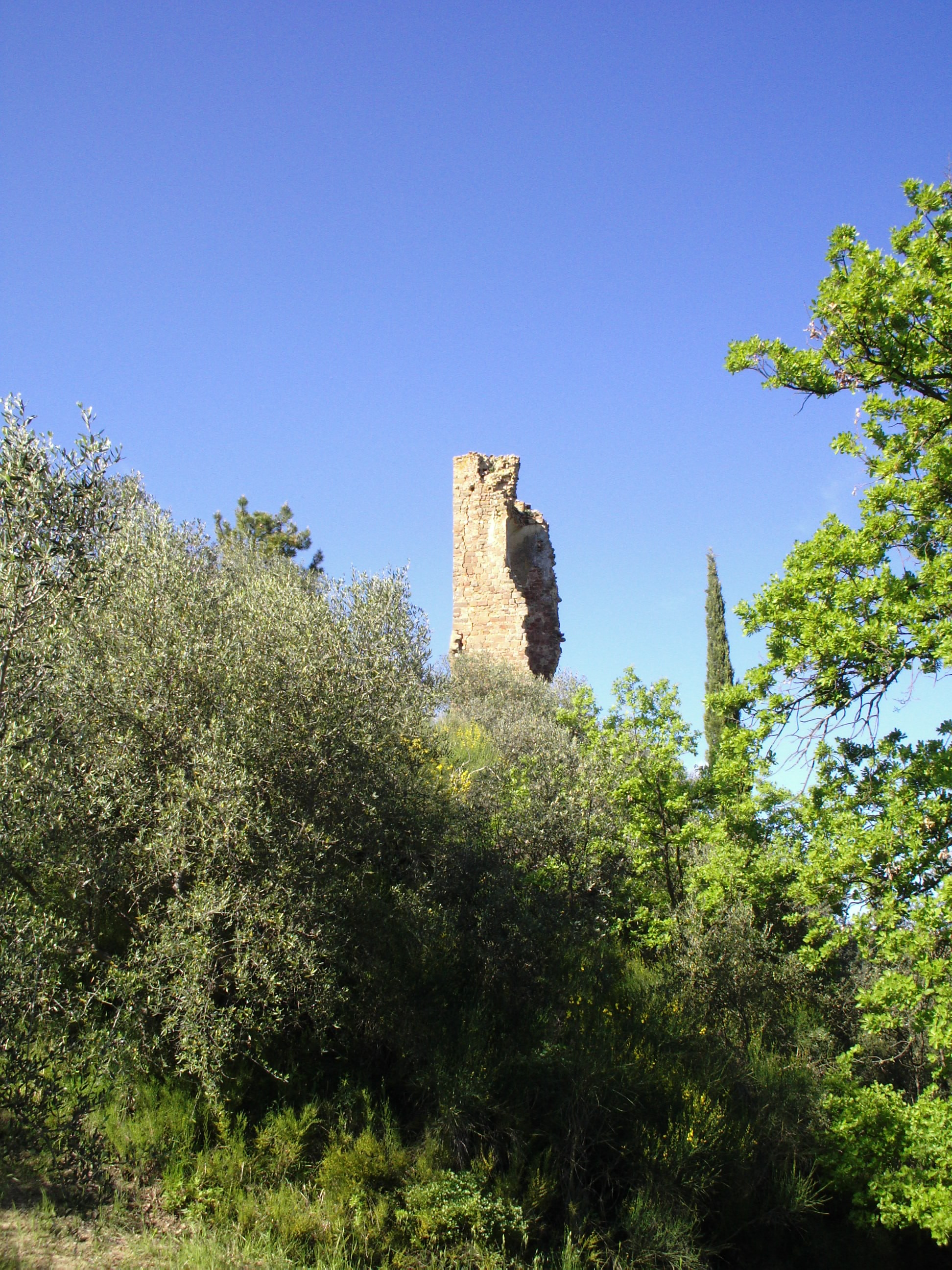
Ruderi del castello di Pogna, nel Comune di Certaldo

Oggi vi si possono ammirare i resti imponenti di una torre, unica testimonianza dell'antico castello fortificato.

## Storia
In questa località sono state trovate urne etrusche conservate nel Palazzo Pretorio di Certaldo, le quali testimoniano che l'area era già abitata fin dall'epoca etrusca.
La notizia più antica del castello risale tuttavia all'anno 1059: la sua importanza crebbe quando fu governato dalla famiglia dei Conti Alberti, i quali possedevano altri castelli nella zona (Certaldo, Castelfiorentino, Lucardo, Vico d'Elsa e dal 1182 Semifonte). Il primo signore di Pogni fu Ridolfino di Catignano di Linari in Valdelsa.
Dal 1181 per volere dei Conti Alberti il castello fu usato come base per le maestranze attive nella costruzione della vicina Semifonte.
Da questo momento le sorti del castello di Pogni furono fortemente legate alla singolare vicenda della città di Semifonte. Quest'ultima venne costruita, proprio a partire dal 1181, per volere dei Conti Alberti, nel tentativo di creare una cintura di castelli, con Fucecchio, Montegrossoli e San Miniato, intorno alla città di Firenze per contenerne l'espansione nel contado. La costruzione della nuova città era però osteggiata da Firenze.
L'intervento armato di quest'ultima non tardò: la costruzione di Semifonte fu per il momento abbandonata, mentre gli abitanti di Pogni si impegnarono, sottoscrivendo un documento notarile datato 4 marzo 1182, a non proseguire nella fortificazione né di Semifonte né di alcun altro luogo posto nelle vicinanze.
Nel 1184 il Conte Alberto degli Alberti riprese la costruzione di Semifonte e la reazione di Firenze fu decisamente più aggressiva: oltre ad assediare Pogni, la città gigliata occupò anche Marcialla. Nella battaglia decisiva a Mangona il conte Alberto fu addirittura fatto prigioniero: per essere rilasciato il conte dovette pagare un forte riscatto, scapitozzare le torri del castello di Certaldo, atterrare tutto quanto era stato costruito a Semifonte e distruggere il castello di Pogni.
Il castello di Pogni venne ricostruito. E così anche la città di Semifonte che divenne tanto importante da sfidare apertamente la città di Firenze. Le sorti dei due castelli si legarono al punto che un certo Vellentri Berardi da Pogni fu eletto dai Semifontesi signore della loro città nel 1198. Proprio in quell'anno ebbe inizio la guerra tra Firenze e Semifonte conclusasi nel 1202 con la completa distruzione della seconda. Il castello di Pogni che si era legato con un giuramento alla città che poi sarebbe stata sconfitta, probabilmente seguì la medesima sorte.
L'ultima distruzione di Pogni risale al 1312, ad opera dell'esercito di Arrigo VII: in seguito la rocca fu abbandonata.
Nel 1382 fu Firenze a riattivare per un breve periodo le fortificazioni del castello; poi seguì l'abbandono totale.

## Galleria d'immagini

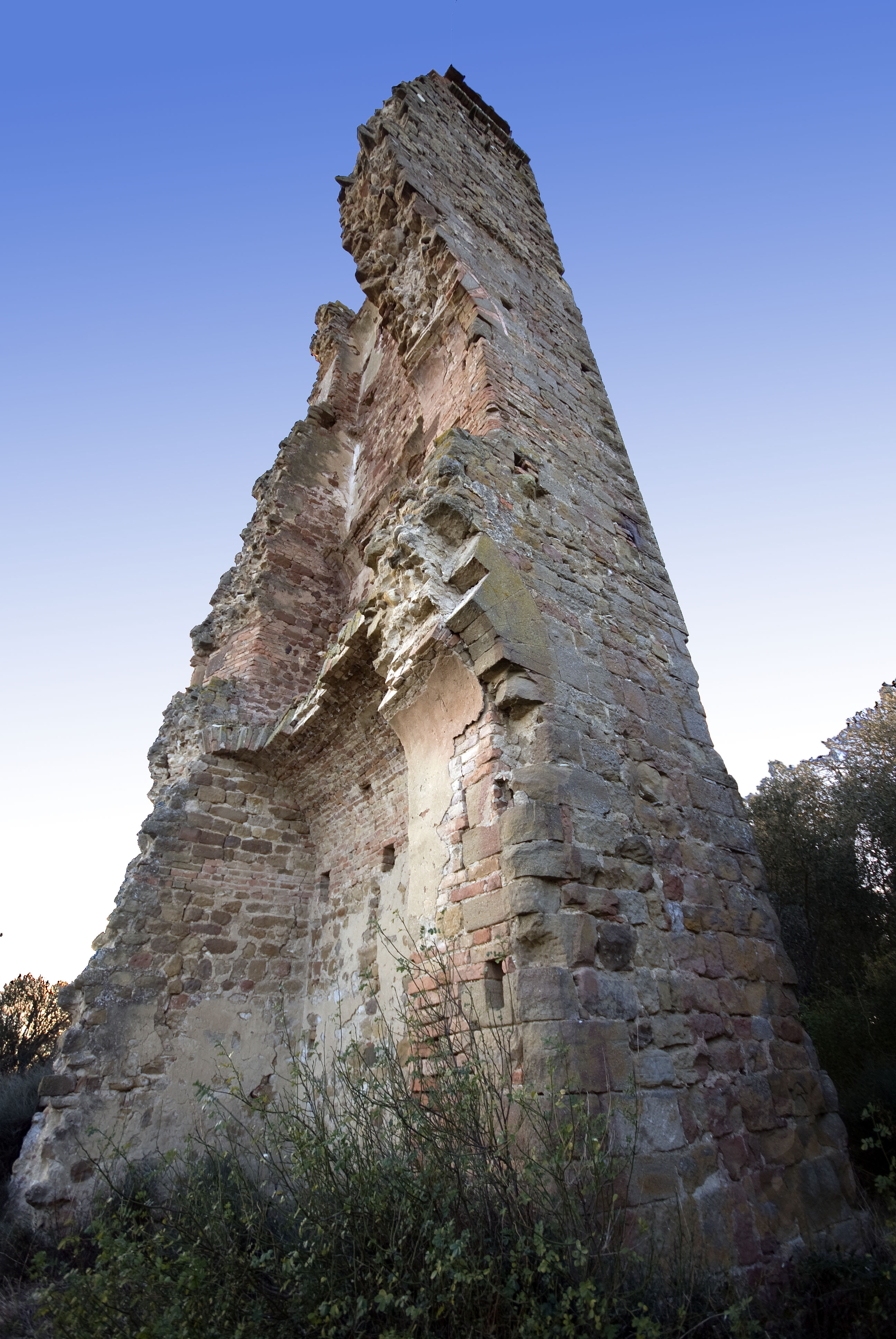
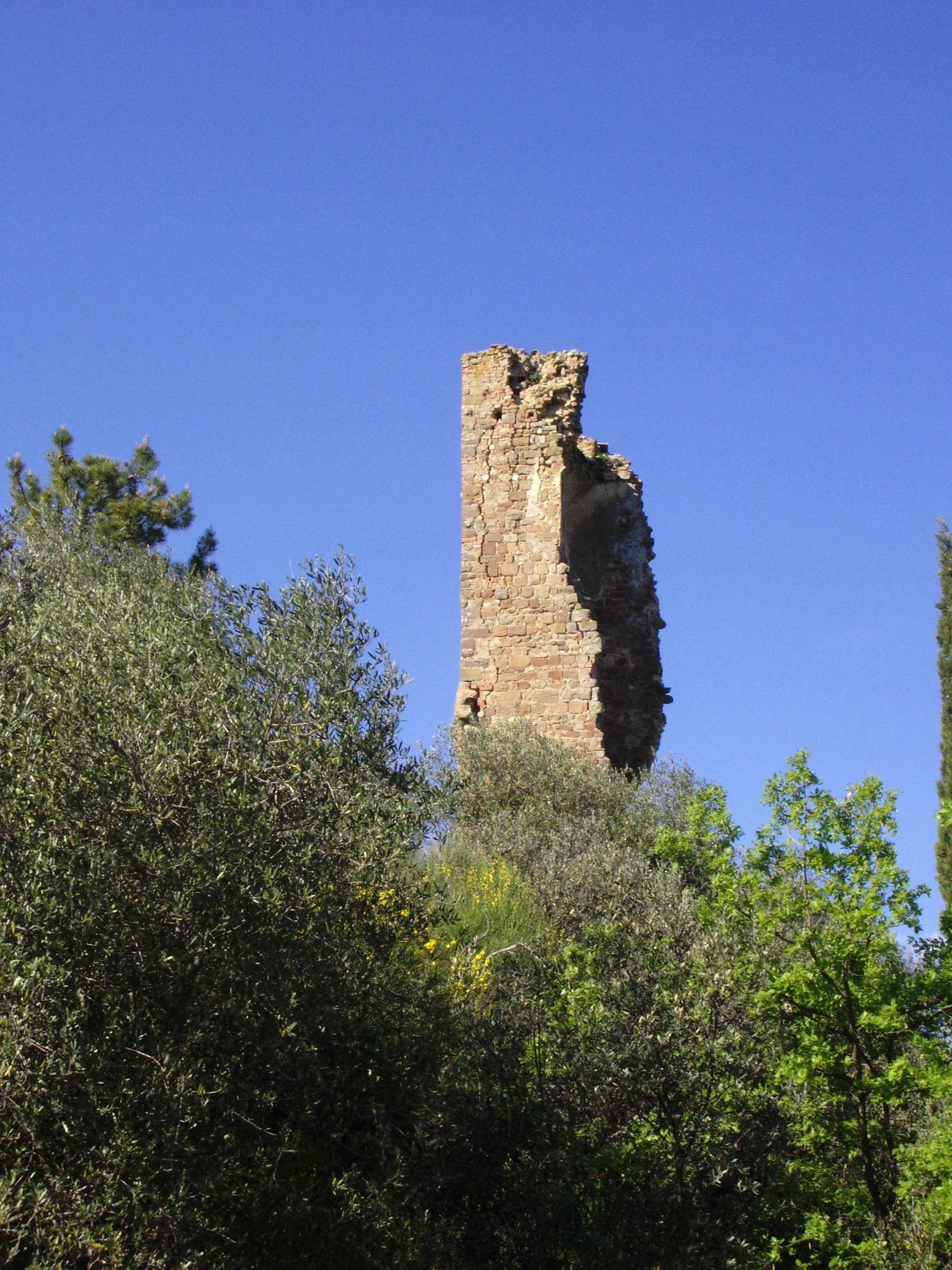